# Draconarius quadratus
Draconarius quadratus là một loài nhện trong họ Amaurobiidae.
Loài này thuộc chi Draconarius. Draconarius quadratus được miêu tả năm 1990 bởi Jia-Fu Wang et al..